# 沖縄県立八重山特別支援学校
沖縄県立八重山特別支援学校（おきなわけんりつ やえやまとくべつしえんがっこう、英: Yaeyama Special Education School）は、沖縄県石垣市にある、八重山地区唯一の特別支援学校。八特（はちとく）と呼ばれている。日本最南端・最西端に位置する支援学校である。

## 概要
- 幼稚部、小学部、中学部、高等部（普通科）の4つの学部があり、それぞれ視覚、聴覚、知的、肢体、病弱の5部門に分かれている。
- 寄宿舎（みらい）が設置されており、小学部5年生から高等部3年生が入舎できる[4]。
- 日本最北端にある北海道稚内養護学校とZoomを使った遠隔地交流を行っている[5]。
- 登下校時にスクールバスを運行している[6]。

## 児童・生徒数
- 63名（令和6年度）

## 学校間交流
- 幼稚部
  - みやなが幼稚園、しらほ幼稚園
- 小学部
  - 石垣市立宮良小学校、石垣市立白保小学校、石垣市立吉原小学校
- 中学部
  - 石垣市立白保中学校
- 高等部
  - 北海道稚内養護学校[7]

## 受賞
- 1999年　全日本学校関係緑化コンクール　特選[8]
- 2003年　緑化推進運動功労者表彰　内閣総理大臣賞
- 2024年　沖縄県緑化コンクール「学校環境緑化」の部　高等学校 準特選(会長賞)[9]